# Марк Волумний
Марк Волумний (на латински: Marcus Volumnius) e римски политик, участник в Заговора на Катилина.
Произлиза от фамилията Волумнии. Привърженник е на Луций Сергий Катилина и участва през 63 пр.н.е. в неговия загор да вземе властта в Римската република.